# وولي غرين (باركشير)
وولي غرين (بالإنجليزية: Woolley Green, Berkshire)‏ هي قرية تقع في المملكة المتحدة في جنوب شرق إنجلترا.